# Лімпопо (національний парк)

Схематична карта транскордонного парку Великого Лімпопо

Національний парк Лімпопо (порт. Parque Nacional do Limpopo) найбільший національний парк Мозамбіку і займає 11,233 км2. Він є частиною транскордонного парку Великого Лімпопо разом з національним парком Крюгера в Південній Африці та національним парком Гонарежжоу в Зімбабве.

## Фауна
У парку Лімпопо мешкають такі види ссавців, як леопард, слон, лев, капська дика собака, леопард, носоріг, блакитний гну, плямиста гієна, капський буйвол, мангуст, куду, жираф, зебра, орібі, бегемот та ін.

## Історія
За допомогою 42 мільйонів рандів, пожертвуваних Німеччиною, новий парк розбудовується з огорожами та підрозділами з боротьби з браконьєрством. Парк розділений на три окремі зони використання: туристичну зону, зону дикої природи та мисливську зону.
У 2001 році почалося переселення великої кількості тварин з національного парку Крюгера в новий парк. Роботи на новому прикордонному посту Гірійондо між Південною Африкою та Мозамбіком розпочалися в березні 2004 року.